# Мирноград
Мирногра́д (укр. Мирноград, 1938-2016 — Дими́тров) — город в Покровском районе Донецкой области Украины, административный центр Мирноградской городской общины. До 2020 года был городом областного значения. История города тесно связана с градообразующим предприятием Мирноградуголь, который управляет группой шахт, где крупнейшей является Шахта имени Димитрова c добычей около 1 млн тонн в год.
С 2024 года за город идут бои между Вооружёнными силами России и Украины на фоне российско-украинской войны в ходе наступления российских войск на покровском направлении. Город находится под постоянным обстрелом.

## История
С оживлением промышленного производства в 1910 году в Гришинском угольном районе возникли новые рудники: Новоэкономический, Гродовский и Западно-Донецкий. Разработка угля производилась мелкими шахтами под руководством Качанова. В 1911 году разрешение на изыскания полезных ископаемых на землях села Новоэкономическое получили промышленники Кречунеско и Иевлев. Новые владельцы, входившие в Донецко-Грушевское акционерное общество, начали закладывать шахты. Шахта № 1 «Центральная» в 1911 году зарегистрирована в архивных документах как промышленное предприятие.
Начало строительства шахты «Центральная» и следует считать годом основания города. В 1913 году в строй вступила шахта № 3 (предшественница шахты № 3 «бис») и № 4. За этими шахтами закрепилось название «Новоэкономический рудник». Весной 1915 года на юго-западной окраине нынешнего города Мирноград, в то время на территории Гродовского рудника, началось строительство ствола новой шахты. Это был ствол № 5 ныне действующей шахты «Димитрова». Хозяином Гродовского рудника стал инженер Казаринов. Вблизи рудников образовались маленькие рабочие поселки.
В 1934 году Гродовский рудник был переименован в «Новый Донбасс». В 1933 году шахте присвоили имя деятеля международного коммунистического движения Георгия Димитрова. Рудник Новоэкономический с 1923 года стал называться поселком Новоэкономическое, а в 1938 году Новоэкономическое получило статус города. Слившись, мелкие посёлки соседних рудников получили название посёлка Димитров.
5 июля 1965 года решением Донецкого областного Совета депутатов трудящихся город Новоэкономическое территориально практически соединившись с посёлком Димитров получил статус города Димитров. 9 мая 1972 года решением Верховного Совета УССР города Новоэкономическое и Димитров объединены в один город Димитров районного подчинения. 2 августа 1990 года решением сессии Верховного Совета УССР город Димитров получил статус города областного подчинения.
21 марта 2016 года, согласно закону о декоммунизации, депутаты Димитровского городского совета выбрали новое название и единогласно проголосовали за переименование города в Мирноград.
К июлю 2024 года из-за приближения линии фронта к городу население сократилось до 26 тысяч. С 19 августа 2024 года в городе объявлена эвакуация населения из-за его возможного захвата российскими войсками. 29 августа 2024 года ДРГ российских войск были замечены на окраинах города.

## Население
Население городского совета на 1 января 2020 года — 48 464 человек.
| Год  | Количество жителей |
| ---- | ------------------ |
| 1923 | 4589               |
| 1927 | 5509               |
| 1939 | 9642               |
| 1959 | 15 343             |
| 1970 | 20 832             |
| 1979 | 58 793             |
| 1987 | 62 000             |
| 1989 | 63 254             |
| 1992 | 63 700             |
| 1994 | 63 400             |
| 1998 | 59 400             |
| 2002 | 54 787             |
| 2003 | 54 114             |
| 2004 | 53 544             |
| 2005 | 52 901             |
| 2006 | 52 241             |
| 2007 | 51 799             |
| 2008 | 51 220             |
| 2009 | 50 939             |
| 2010 | 50 636             |
| 2011 | 50 251             |
| 2012 | 49 987             |
| 2013 | 49 646             |
| 2014 | 49 519             |
| 2015 | 49 353             |
| 2016 | 49 021             |
| 2017 | 48 839             |
| 2018 | 48 434             |
| 2019 | 47 957             |
| 2020 | 47 460             |
| 2021 | 46 904             |

Национальный состав населения по данным переписи 2001 года
| N | Национальность | Количество | Уд. вес (%) |
| - | -------------- | ---------- | ----------- |
| 1 | Украинцы       | 36 415     | 64,22 %     |
| 2 | Русские        | 17 742     | 31,29 %     |
| 3 | Татары         | 399        | 0,70        |
| 4 | Белорусы       | 360        | 0,63 %      |
| 5 | Армяне         | 134        | 0,24 %      |
|   | Всего          | 56 702     | 100 %       |

Рождаемость — 5,7 на 1000 человек, смертность — 16,1, естественная убыль — 12,4, сальдо миграции отрицательное (-5,1 на 1000 человек).

### Языковой состав
По данным переписи 2001 года 25,98 % населения города указали украинский язык родным, 71,78 % — русский, 2,24 % — другие языки.

## Почётные граждане
Дважды от Димитрова в Донецкий областной совет избирался Виктор Янукович, принимавший активное участие в развитии города, за что получил звание почётного гражданина. 21 января 2015 года депутаты Димитровского горсовета лишили Януковича этого звания. Звание почётного гражданина города также имеют Михаил Атрохов и Григорий Никитенко.

## Экономика
Добыча каменного угля (Государственное предприятие «Мирноградуголь», в том числе "Шахта «Центральная», "Шахта «Капитальная», «Шахта 5/6»). Автотранспортные предприятия.
Экспорт товаров в 2003 году — 5,6 млн долларов США. Прямые иностранные инвестиции на 2003 год — 1,2 млн долларов США. Объём произведённых услуг в 2003 году — 30,1 млн гривен. Коэффициент безработицы — 3,4 %. Среднемесячная зарплата в 2003 году — 455 гривен.

## Достопримечательности
- Дворец культуры (ул. Соборная)
- Дворец спорта «Олимп» (ул. Соборная) (стадия восстановления)
- Стадион «Шахтёр»
- Клуб имени Воровского (ул. Брыдька)

## Микрорайоны и части города
- Центральная часть города
- район «Стандарт»
- м-н «Молодёжный»
- м-н «Светлый»
- м-н «Восточный»
- м-н «Западный»
- квартал 40
- посёлок бывшей шахты «Новатор»
- посёлок шахты «5-6»
- посёлок «Восьмой»
- посёлок «Брянка»
- посёлок «Победа»

## Социальная сфера
11 школ, 11 детских садов, 1 ПТУ, 10 библиотек, 2 клуба.

## Больницы и амбулатории
- Центральная больница
- Врачебная амбулатория (м-н «Молодёжный») В результате обстрела 8 Марта 2024 года Амбулатория была повреждена и она перестала работать
- Амбулатория (посёлок бывшей шахты «Новатор»)
- Амбулатории посёлка шахты «5-6», «м-н» Западный и других частей города
- Инфекционая больница (ул. Соборная)

## Символика

### Флаг
Городской флаг утверждён решением V сессии городского совета ІV созыва №ІV/5-8 от 10 сентября 2002 года. Представляет собой прямоугольное полотнище с соотношением ширины к длине 2:3 красного и чёрного цветов с изображёнными на нём золотой старинной шахтёрской лампой с золотыми лучами по пять справа и слева и двумя золотыми стеблями папоротника.

### Герб
Утверждён решением V сессии городского совета ІV созыва №ІV/5-8 от 10 сентября 2002 года. Авторы: П. В. Чесноков, С. И. Потюгов. Рисунок аналогичен рисунку на флаге: в поле чёрного цвета изображено красное перевёрнутое остриё, окантованное золотом, обременённое золотой старинной шахтёрской лампой с золотыми лучами по пять справа и слева, сопровождается по сторонам двумя золотыми стеблями папоротника. Щит увенчан серебряной трёхзубцовой городской короной и по бокам обрамлён ветвями деревьев — справа ветвью каштана, слева ветвью тополя натурального цвета. Ветви перевиты голубой лентой с надписью названия города в нижней части золотыми буквами.
Чёрный цвет и шахтёрская лампа указывают на богатые залежи каменного угля и горную промышленность.

## Горсовет и община
Мирноградскому горсовету подчинено село Светлое.